# NGC 4055
NGC 4055 (ook: NGC 4061) is een elliptisch sterrenstelsel in het sterrenbeeld Hoofdhaar. Het hemelobject werd op 27 april 1785 ontdekt door de Duits-Britse astronoom William Herschel.

## Synoniemen
- VV 49
- UGC 7044
- VV 179
- MCG 4-29-6
- ZWG 128.5
- ZWG 98.40
- PGC 38146